# Sentinel Returns
Sentinel Returns — компьютерная игра, разработанная компанией Hookstone и выпущенная Sony (под лейблом Psygnosis Limited) в 1998 году, для PC и PlayStation. Продолжение классической игры The Sentinel Джеффа Крэммонда 1986 года. Содержит 651 уровень и обладает многопользовательским режимом. Саундтрек к игре написал Джон Карпентер.
Игра внешне сильно отличается от своего предшественника. В отличие от ярких и цветных уровней в The Sentinel, здесь уровни темные и мрачные. Игровой процесс основан на оригинальной игре, но имеет некоторые отличия.

## Игровой процесс

Игровой процесс. Версия для PC.

Как и в оригинальной игре, смысл игры — поглотить Стражника, неподвижное существо, которое находится в самой верхней точке уровня и медленно по кругу просматривает территорию. Игрок управляет Синтоидом — бестелесной сущностью, которая может перемещать себя между неподвижными оболочками и поглощать предметы, которые находятся ниже него. С помощью энергии поглощенных объектов, Синтоид может создавать новые объекты.

## Саундтрек
Музыкальное сопровождение для игры написал американский кинорежиссер и композитор Джон Карпентер. Саундтрек, получивший название «Earth and Air», содержит 6 музыкальных композиций, которые в сумме длятся 23 минуты. Версия для PC может быть прослушана как обычный музыкальный диск.

## Отзывы и награды
Марк Кларксон из журнала Computer Gaming World поставил игре 4 звезды из 5 возможных. Он похвалил необычность и аддиктивность игрового процесса, но раскритиковал графическую составляющую.
Обозреватель журнала PC Zone Чарли Брукер поставил игре 90% и отметил атмосферность игры и вызывающий привыкание игровой процесс. Из негативных моментов он отметил графику и однообразность. Игра получила награду «PC Zone Classic».
Скотт Хантер из журнала Computer Games Strategy Plus оценил игру в 3,5 звезды из пяти и охарактеризовал её как «приятное отступление от игрового мейнстрима».
Джош Смит с сайта GameSpot поставил игре 8.1 балла из 10. Он хорошо отозвался о необычном игровом процессе и атмосфере, создающей ощущение «жуткой паранойи». При этом он заявил, что качество графики и неподдельная инопланетная обстановка может сократить потенциальную аудиторию игры.
Sentinel Return получила награду «1998 Best of E3 Game Critics Award» в номинации «лучшая головоломка/казуальная игра».